# Laboratorio di editoria
Il Laboratorio di editoria è attivo all'Università Cattolica nel settore della formazione, dell'editoria e della letteratura. È stato il primo laboratorio universitario del genere in Italia, sorto all'interno della facoltà di Lettere e Filosofia. Pubblica la collana “Quaderni del laboratorio di editoria” presso Educatt, a cura degli stessi giovani studenti e laureati, che si dedicano in particolare allo studio di carteggi editoriali e del paratesto nel Novecento. Diretto dalla fondazione da Roberto Cicala, collabora con archivi letterari, fondazioni editoriali e centri di ricerca universitari come il Creleb.

## Attività
Il Laboratorio di editoria propone annualmente alcune attività di formazione e di aggiornamento culturale, tra cui
- "Lezioni aperte" (con protagonisti dell'editoria italiana)
- “Seminari di filologia editoriale”
- “Editoria e poesia in Europa” (con editori e poeti internazionali)
- Ciclo "Editoria a Natale"
- “Bookcrossing in università”
- Mostre bibliografiche (con documenti editoriali bibliografici e d'archivio)
- Visite a fiere, musei e realtà del settore (es.: Fiera della piccola e media editoria di Roma "Più libri più liberi", stamperia Tallone di Alpignano, Istituto Centrale per la Patologia del Libro a Roma ecc.)

## Collana di studio
È pubblicata una serie editoriale di volumi sul mondo dell'editoria letteraria e dei suoi protagonisti: «partendo dalla sperimentazione in aula, ciascun volume si trasforma nel frutto di una vera e propria officina editoriale, un piccolo laboratorio artigiano che ha consentito nei dieci anni di attività un'esperienza di progettazione e cura editoriale a giovani e appassionati studenti che hanno sviluppato le loro competenze provando in prima persona che cosa significa allestire un libro in tutte le sue componenti (dal titolo ai testi, dalla redazione alla correzione delle bozze, agli elementi paratestuali), raccogliendo anche studi su carte d'archivio, talvolta inedite, delle maggiori editrici italiane». La collana è pubblicata da Educatt.